# Neomilichia
Neomilichia é um gênero de traça pertencente à família Arctiidae.